# Robin DR-100
Le Robin DR-100 est un avion léger de la société Centre-Est Aéronautique.

## Versions
- Jodel-Robin : prototype
- DR-100 : prototype
- DR-100A : pré-série
- DR-105A Ambassadeur
- DR-1050 Ambassadeur
- DR-1051 Ambassadeur
- DR-1050 Sicile
- DR-1051 Sicile
- DR-1050 MM1 Sicile-Record
- DR-1051 MM1 Sicile-Record
- DR-1050 M Excellence
- DR-1051 M Excellence